# Baileya multiradiata
Baileya multiradiata là một loài thực vật có hoa trong họ Cúc. Loài này được Harv. & A.Gray ex Torr. mô tả khoa học đầu tiên năm 1848.